# Andriivka, Makariv
Andriivka (în ucraineană Андріївка) este localitatea de reședință a comunei Andriivka din raionul Makariv, regiunea Kiev, Ucraina.

## Demografie
Componența lingvistică a localității Andriivka
     Ucraineană (96,49%)
     Rusă (3,05%)
     Alte limbi (0,09%)
Conform recensământului din 2001, majoritatea populației localității Andriivka era vorbitoare de ucraineană (96,49%), existând în minoritate și vorbitori de rusă (3,05%).